# Гюго, Жорж-Виктор
Жорж-Виктор Гюго  (фр. Georges-Victor Hugo), урождённый Жорж Шарль Виктор Леопольд Гюго (фр. Georges Charles Victor Léopold Hugo; 16 августа 1868 года, Брюссель, Бельгия — 5 февраля 1925 года, VIII округ Парижа, Иль-де-Франс, Франция) — французский художник и яхтсмен, серебряный и бронзовый призёр летних Олимпийских игр 1900 года. Сын Шарля Гюго и внук Виктора Гюго.

## Биография
Сын Шарля Гюго, первого сына Виктора Гюго, и его жены Алисы Леан, Жорж родился 16 августа 1868 года в Брюсселе, став вторым ребёнком пары после смерти от менингита в первый год жизни первенца, также названного Жоржем. В возрасте трёх лет потерял отца и стал вместе со своей сестрой Жанной воспитываться дедушкой, который на основе этого опыта написал один из своих последних поэтических сборников «Искусство быть дедом». Крёстным Жоржа стал журналист Анри Рошфор, друг писателя.
Закончил лицей Жансон-де-Сайи в Париже, а также обучался живописи у Эрнеста Анжа Дюэ. Начал писать картины под псевдонимом Жорж-Виктор Гюго. В 1894 году женился на Полин Менар-Дориан. Их сын Жан также сделал карьеру художника. Вместе с женой держал один из самых популярных салонов Парижа.
Отслужив три года на флоте, в 1896 году он опубликовал автобиографический сборник «Воспоминания моряка». В 1900 году принял участие в летних Олимпийских играх, будучи записанным в отчётах МОК как Шарль Гюго (фр. Charles Hugo). С Огюстом Альбером, Альбером Дювалем и рулевым Франсуа Виламитьяной был членом экипажа лодки последнего Marthe, на которой принял участие в двух гонках среди лодок водоизмещением от 1 до 2 тонн в парусном спорте. В первой гонке пришёл вторым, во второй — третьим, выиграв серебряную и бронзовую медали.
В 1901 году развёлся и женился на Доре-Шарлотте Дориан, дочери бывшего министра общественных работ Шарля Дориана и поэтессы русского происхождения Капитолины Сергеевны Мещерской и двоюродной сестре Полин. В 1914 году, несмотря на 46-летний возраст, отправился на фронт в качестве офицера связи. Будучи на войне, написал несколько траншейных пейзажей и портретов, которые позже были выставлены в Музее декоративного искусства. За храбрость был награждён был награждён Военным крестом 1914—1918 с бронзовой пальмовой ветвью.
Жорж Гюго скончался 5 февраля 1925 года от отёка лёгких в нищете и обремённый долгами в скромной комнате на Рю-де-л’Элизе, 2. С 10 ноября 2023 по 10 марта 2024 года в доме-музее Виктора Гюго проходила выставка работ Жоржа под названием «Искусство быть внуком».